# Talmeter

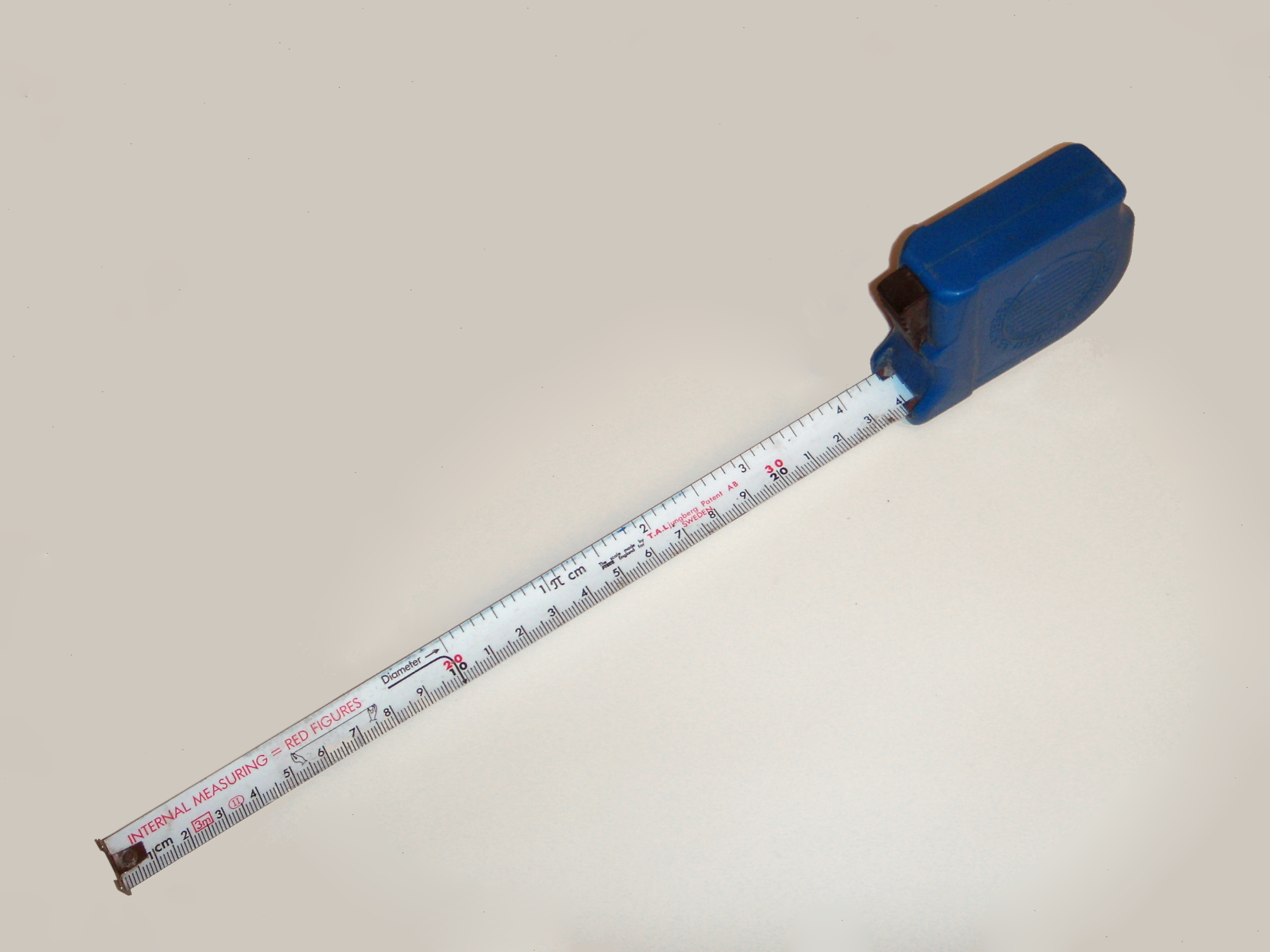
Talmeter; tungan för invändig mätning infälld

Talmeter är ett varumärkesord för måttband som är indragbart och anpassat för måttagningar av både in- och utvändiga mått samt rördiameter och ritsning av uppmätta lägen. Varumärket Talmeter ägs av handverktygstillverkaren Hultafors Group sedan 2005, och de har lanserat ordet märkmätare som generiskt ersättningsord.
Till skillnad från andra måttband är talmeterns mätband styvare och enklare att låsa i ett önskat läge. Den används främst i mekanisk industri men även inom byggnation och snickeri. Namnet härrör från uppfinnaren Ture Anders Ljungbergs initialer.

## Historik
Ingenjör Ture Anders Ljungberg blev vid bygget av det egna huset 1947 missnöjd med de befintliga mätdon, som tumstockar, som fanns tillgängliga, och utvecklade därför den första talmetern som presenterades 1954 i två-meterslängd. Till en början skedde tillverkningen helt i det egna garaget, med en ensam motor som fick flyttas runt mellan maskinerna. Efterhand utökades maskinparken och talmetern tillverkades sedan under 50 år av T A Ljungberg AB innan Hultafors AB köpte bolaget 2005. För att undvika att varumärket degenererade ytterligare lanserade Hultafors beteckningen "märkmätare" som ersättningsord enligt samma princip som till exempel rollerblades/inlines. Den sista versionen av TA Ljungberg var det långa fem-metersbandet som tillkom 1997. Fram till 2003 hade ungefär 6,7 miljoner tillverkats.

## Funktion
Bandet med måttskalan är gjort i stål och förstyvat genom att vara välvt tvärs längsriktningen vilket gör det lätt att böja inåt men kräver betydligt större kraft för att böja utåt. Bandets styvhet är beroende av välvningen, vilken begränsas av bredden på bandet. Detta medför också att andra upprullningsbara måttband som inte är beroende av förstyvningen kan göras längre. Bandet är inrullat i handtaget, fjäderbelastat och normalt låst från att åka in i grundläget, vilket betyder att när bandet är utdraget håller det positionen om inte spärrknappen trycks in. I änden på bandet och vid utgången från handtaget finns mättungor som även kan användas som ritseggar. Dessa kan häktas fast över kanterna på de objekt som ska mätas, så att det är enkelt att ta mått och överföra dem utan att behöva göra mellanliggande avläsningar. En bit in på bandet finns ett litet hål där t.ex. en spik kan användas som fästpunkt för att rista cirklar. Eftersom allt kommer i en enhet kan, även om avläsning är omöjlig, rätt avstånd ritsas på arbetsstycket. Det är därför möjligt att i ett mörkt rum mäta upp och såga en regel med exakt mått, även om det är opraktiskt. 
Bandet med måttskalan har tre millimeterskalor. På insidan finns en skala med svart text som används för att mäta mellan måttungorna i ändkanten och vid handtagets öppning. Den andra, med röd text istället för svart, används för att mäta från änden på en tunga som kan fällas ut från baksidan. Den är i första hand avsedd för att mäta invändiga mått. På den konvexa baksidan finns en tredje skala där avståndet mellan skalstrecken är faktor π (pi) längre än en millimeter. Det innebär att det går att läsa av diametern direkt på den måttskalan om bandet läggs runt en cylindrisk kropp.
På de blå modellerna kunde den även användas som en liten vinkelhake då den raka överkanten av brandhuset var i rät vinkel mot den kant som fortfarande finns kvar, men sedan Hultafors tog över och ändrade form på den tidigare raka överkanten med fingergrepp så är denna funktion inte längre kvar.